# Mosquée de Berlin-Wilmersdorf
La mosquée de Berlin-Wilmersdorf (en allemand : Wilmersdorfer Moschee, Ahmadiyya Moschee) anciennement appelée mosquée de Berlin est la deuxième plus ancienne mosquée allemande après celle du Halbmondlager. Construite entre 1923 et 1925 sur les plans de K. A. Hermann, elle se situe au 7-8 Brienner Straße à Berlin-Wilmersdorf.
Elle est inaugurée officiellement le 26 avril 1925 ; son premier imam est Maulana Sadr-ud-Din (dès 1922), qui rédige en 1939 la première traduction du Coran en allemand par un musulman (la première édition arabe-allemande du Coran). La mosquée comporte deux minarets de 27 mètres de hauteur.

## Historique

### Troisième Reich
Pendant la période nationale-socialiste, les Nazis se servent de la mosquée de Berlin comme un relais de propagande antisémite, notamment grâce à Mohammed Amin al-Husseini, qui y prêche ; la plupart des musulmans allemands sympathisent alors avec le pouvoir en place et adhèrent à son discours. Pendant la bataille de Berlin, la mosquée est gravement endommagée par des tirs ennemis : des mitrailleurs allemands s’étaient placés sur le minaret, qui, sous le feu soviétique s'était effondré.

### Prière du Vendredi (salat al-djoumou'a)
La Prière du Vendredi (salat al-djoumou'a / ṣalāt al-ǧumuʿah) avec la khutba se déroule tous les vendredis à 13 h 15.

## Annexe

### Sources
- (en) Cet article est partiellement ou en totalité issu de l’article de Wikipédia en anglais intitulé « Berlin Mosque » (voir la liste des auteurs).
- « Mosquée Ahmadiyya » sur Structurae.